# Xixia (köpinghuvudort i Kina, Jiangxi Sheng, lat 28,86, long 115,84)
Xixia är en köpinghuvudort i Kina. Den ligger i provinsen Jiangxi, i den sydöstra delen av landet, omkring 20 kilometer norr om provinshuvudstaden Nanchang. Antalet invånare är 24 163. Befolkningen består av 11 753 kvinnor och 12 410 män. Barn under 15 år utgör 27,0 %, vuxna 15-64 år 64 %, och äldre över 65 år 8,0 %.
Runt Xixia är det mycket tätbefolkat, med 4 188 invånare per kvadratkilometer. Närmaste större samhälle är Nanchang, 19,4 km söder om Xixia. Trakten runt Xixia består till största delen av jordbruksmark.
Genomsnittlig årsnederbörd är 2 096 millimeter. Den regnigaste månaden är juni, med i genomsnitt 340 mm nederbörd, och den torraste är oktober, med 36 mm nederbörd.